# زواج المثليين في هيدالغو
أصبح زواج المثليين قانونيا في الولاية المكسيكية هيدالغو في 11 يونيو 2019. وقد وافق كونغرس الولاية على مشروع قانون تشريع زواج المثليين في 14 مايو 2019، ووقعه حاكم الولاية في 24 مايو. تم نشره في الجريدة الرسمية في 10 يونيو 2019 ودخل حيز التنفيذ في اليوم التالي.

## تاريخ

### الاتحاد المدني
بما أن مدينة مكسيكو وكواويلا قد صادقتا مؤخراً على الاتحادات المدنية، تم تقديم اقتراح مماثل في هيدالغو في يوليو 2007. ومع ذلك، فلم يتقدم في كونغرس الولاية وكذلك في جلسات الكونغرس المتعاقبة. في أكتوبر 2013، أشار الكونغرس إلى عدم وجود «نضج» كافٍ في المجتمع لقبول زواج المثليين وأنه سينظر بدلاً من ذلك في مشروع قانون الشراكة الزوجية.

### الأوامر القضائية
على الرغم من أن زواج المثليين لم يكن قانونيًا في ذلك الوقت، فقد تمكن العديد من الأزواج المثليين من الزواج قانونيا في هيدالغو من خلال عملية معروفة باللغة الإسبانية باسم (recurso de amparo)، أو الأوامر القضائية.
بسبب عدم وجود إجراء تشريعي، في 8 أغسطس 2014، تم تقديم أمر قضائي جماعي لستة أزواج مثليين إلى المحكمة المحلية الثالثة لولاية هيدالغو للطعن في دستورية المواد 8 و 11 و 143 من قانون الأسرة، الذي يحظر زواج المثليين.
تمت الموافقة على الأمر القضائي الأول في يونيو 2016. واستأنفت الولاية القرار في وقت لاحق أمام المحكمة العليا. في سبتمبر/أيلول 2016، أعلنت الغرفة الأولى للمحكمة العليا أن مواد مختلفة في القانون المدني للولاية غير دستورية لأنها تحد من الزواج إلى الأزواج المغايرين. وقع أول حفل زواج مثلي في الولاية في 8 أكتوبر.
بحلول أغسطس 2017، تم منح 8 أوامر قضائية للأزواج المثليين في هيدالغو.

### زواج المثليين
أسفرت انتخابات يوليو 2018 عن فوز حركة التجديد الوطنية، وهو حزب مؤيد لزواج المثليين، بأغلبية المقاعد التشريعية في كونغرس هيدالغو. في أكتوبر 2018، تم تقديم مشروع قانون زواج المثليين إلى الكونغرس من قبل نائب رئيس حزب الثورة الديمقراطية أريلي روبي ميراندا أيالا. تمت الموافقة عليه من قبل كونغرس الولاية في 14 مايو 2019، بتصويت 18 صوتا لصالح مقابل صوتين ضد، مع امتناع 8 عن التصويت (18-2-8). وقع الحكام عمر فياض مشروع القانون في 24 مايو. تم نشره في الجريدة الرسمية في 10 يونيو 2019 ودخل حيز التنفيذ في اليوم التالي. يسمح القانون للأزواج المثليين بتبني الأطفال بشكل مشترك. تنص المادة 8 من قانون الأسرة الآن على ما يلي:
- (بالإسبانية: El matrimonio es una institución social y permanente، por la cual se establece la unión jurídica entre dos personas، que، con igualdad de derechos y obligaciones، procuran respeto، igualdad y ayuda mutua، Originan el nacimiento y estabilidad as un familia realización de una comunidad de vida plena y responsable.)‏
- (باللغة العربية: الزواج مؤسسة اجتماعية ودائمة، تؤسس الاتحاد القانوني بين شخصين، يسعيان، مع الحقوق والواجبات المتساوية، إلى الاحترام والمساواة والمساعدة المتبادلة، لوجود الأسرة واستقرارها وتحقيق حياة كاملة ومسؤولة مشترك.)

| الحزب                  | الأعضاء | لصالح | ضد | لم يصوت | غائب |
| ---------------------- | ------- | ----- | -- | ------- | ---- |
| حركة التجديد الوطنية   | 17      | 15    |    | 1       | 1    |
| الحزب الثوري المؤسساتي | 5       |       |    | 5       |      |
| حزب العمل الوطني       | 3       |       | 2  |         | 1    |
| حزب اللقاء الاجتماعي   | 2       | 2     |    |         |      |
| حزب العمال             | 1       |       |    | 1       |      |
| حزب الثورة الديمقراطية | 1       | 1     |    |         |      |
| حزب التحالف الجديد     | 1       |       |    | 1       |      |
| العدد الاجمالي         | 30      | 18    | 2  | 8       | 2    |

## الرأي العام
وجد استطلاع للرأي عام 2017 أجرته مؤسسة مجلس الاتصالات الاستراتيجية أن 51% من سكان هيدالغو يؤيدون زواج المثليين. كان 46% يعارضون ذلك.
وفقًا لمسح أجرته في عام 2018 أجراه المعهد الوطني للإحصاء والجغرافيا، عارض 42% من سكان هيدالغو زواج المثليين.